# Black Is King
Black Is King is een Amerikaanse muzikale film en visueel album uit 2020, geregisseerd, geschreven en geproduceerd door de Amerikaanse zangeres Beyoncé. De film dient als visuele aanvulling op het album The Lion King: The Gift uit 2019, samengesteld door Beyoncé voor The Lion King (2019). De film werd in de Verenigde Staten uitgebracht op 31 juli 2020 door de streamingdienst Disney+.

## Verhaal
Een jonge Afrikaanse koning wordt gescheiden van zijn familie in een meedogenloze wereld. Vervolgens gaat hij op reis door verraad, liefde en zelfkennis om zijn troon te herwinnen, onder begeleiding van zijn voorouders en zijn jeugdliefde. Het verhaal wordt ten gehore gebracht door acteurs en artiesten van Afrikaanse roots.

## Rolverdeling
- Beyoncé als spirituele gids, moederfiguur en/of voorouder.
- Folajomi Akinmurele als jonge prins, geïnspireerd door Simba.
- Nyaniso Ntsikelelo Dzedze als de volwassen prins, geïnspireerd door Simba.
- Stephen Ojo als de blauwe man, een weergave van het onderbewustzijn van de prins.
- Nandi Madida als liefdesbelang van de prins, geïnspireerd door Nala.
- Warren Masemola als schurk die het koninkrijk overneemt, geïnspireerd door  Scar.
- Sibusiso Mbeje als de vader van de prins, geïnspireerd door Mufasa.
- Connie Chiume als de moeder van de prins, geïnspireerd door Sarabi.
- Mary Twala als ouderling, geïnspireerd door Rafiki. De film was de laatste rol van Twala en werd uitgebracht na haar dood.

### Bijzondere optredens
- Tina Knowles
- Jay-Z
- Kelly Rowland
- Pharrell Williams
- Naomi Campbell
- Lupita Nyong'o
- Tiwa Savage

## Prijzen en nominaties
De belangrijkste:
| Jaar | Prijs                      | Categorie                            | Genomineerde(n)                      | Uitslag     |
| ---- | -------------------------- | ------------------------------------ | ------------------------------------ | ----------- |
| 2021 | Art Directors Guild Awards | Variety Special                      | Variety Special                      | Gewonnen    |
| 2021 | Grammy Awards              | Best Music Film                      | Best Music Film                      | Genomineerd |
| 2021 | Grammy Awards              | Best Music Video ("Brown Skin Girl") | Best Music Video ("Brown Skin Girl") | Gewonnen    |
| 2021 | MTV Movie & TV Awards      | Best Musical Moment                  | Best Musical Moment                  | Genomineerd |